# Ljalovocultuur
De Ljalovocultuur was een subneolithische archeologische cultuur van het 4e millennium v.Chr. in het Wolga-Okagebied. Het was een lokale variant van de kamkeramiekcultuur en is vernoemd naar een vindplaats nabij het dorp Ljalovo aan de bovenloop van de Kljazma in de oblast Moskou.
De cultuur volgde op de Boven-Wolgacultuur en ging vooraf aan de Volosovocultuur. Volgens Krainov, Kostyleva en Oetkin kwamen de voorouders van de dragers van de Ljalovocultuur uit het Russische noorden en Karelië. Volgens onder andere Sidorov en Stavitsky had de cultuur echter een autochtone oorsprong uit de lokale stammen van de Boven-Wolgacultuur.
Het antropologische type vertoont Siberische invloeden en lijkt op vondsten uit de begraafplaats van Joezjny Oleni in het Onegameer. Dit ondersteunt de theorie van een  toestroom van de bevolking naar het Wolgagebied vanuit het noorden.
De economie was gebaseerd op jagen en vissen. Belangrijk was de sedentaire visserij, zoals blijkt uit de dikke bewoningslagen van de Ljalovo-sites langs de oevers van rivieren en meren.